# Summer White
Pour plus de détails, voir Fiche technique et Distribution.
Summer White (Blanco de verano) est un film mexicain réalisé par Rodrigo Ruiz Patterson, sorti en 2020.

## Synopsis
Rodrigo, un jeune adolescent solitaire en fusion avec sa mère, vit difficilement l'arrivée d'un nouveau compagnon pour celle-ci.

## Fiche technique
- Titre : Summer White
- Titre original : Blanco de verano
- Réalisation : Rodrigo Ruiz Patterson
- Scénario : Raúl Sebastian Quintanilla et Rodrigo Ruiz Patterson
- Musique : José Miguel Enríquez
- Photographie : María Sarasvati Herrera
- Montage : Ernesto Martínez Bucio
- Production : Alejandro Cortés Rubiales
- Sociétés de production : Centro de Capacitación Cinematográfica et Fondo para la Producción Cinematográfica de Calidad
- Pays de production :  Mexique
- Genre : drame
- Durée : 85 minutes
- Dates de sortie :
  - États-Unis : 26 janvier 2020 (Festival du film de Sundance)
  - Mexique : 28 octobre 2020 (Festival international du film de Morelia) ; 18 novembre 2021 (sortie nationale) 
  - France : 18 août 2021

## Distribution
- Adrián Rossi : Rodrigo
- Sophie Alexander-Katz : Valeria
- Fabián Corres : Fernando

## Accueil
Summer White a obtenu le prix du meilleur film hispanique notamment dans le Festival du film de Sundance en 2020.
Pour le critique Pierre Gelin-Monastier, « si le scénario, les scènes et les personnages sont effectivement prévisibles, Rodrigo Ruiz Patterson livre tout de même une œuvre honnête, servie par de bons comédiens. »